# شان مک‌کلوری
شان مک‌کلوری (انگلیسی: Sean McClory؛ ۸ مارس ۱۹۲۴ – ۱۰ دسامبر ۲۰۰۳) یک هنرپیشه اهل ایرلند بود.
از فیلم‌ها یا برنامه‌های تلویزیونی که وی در آن نقش داشته است می‌توان به باغ وحش شیشه‌ای، مرد آرام، مرگ، بی‌نوایان، پائیز قبیله شاین، دیوید و بث‌شبع، نیاگارا، افتخار دیگر ارزشی ندارد و بچه‌ها دنبالم بیاین اشاره کرد.